# Tim Boyd
Tim Boyd (New York, 22 oktober 1953) is een Amerikaans theosoof.

## Loopbaan
Tim Boyd studeerde aan de Brown University in Providence (Rhode Island) en de Universiteit van Chicago. Op 5 oktober 1974 werd hij lid van de Theosofische Vereniging. Na een aantal functies binnen de Amerikaanse Sectie van deze vereniging, werd hij secretaris-generaal van de Theosofische Vereniging in de Verenigde Staten en hoofdredacteur van het theosofische tijdschrift Quest. Tevens is hij voorzitter van de Theosofische Orde van Dienst. Hij heeft een leidende functie in initiatieven ten voordele van de Tibetaanse gemeenschap.
Op 28 april 2014 werd hij in Adyar geïnaugureerd als president, waarmee hij de achtste internationaal voorzitter van de Theosophical Society werd. Hij is in deze functie de opvolger van Radha Burnier die op 31 oktober 2013 overleed.

## Privéleven
Hij pendelt tussen het hoofdkwartier van de Theosophical Society in Adyar en het theosofisch centrum Olcott Estate in Wheaton (Illinois).
Hij is gehuwd met Lily en heeft een dochter Angelique.